# سگا
شرکت سِگا (به ژاپنی: 株式会社セガ Kabushiki gaisha Seag) یک شرکت ژاپنی سازنده بازی‌های ویدئویی، نرم‌افزار و کنسول بازی می‌باشد. کنسول‌های سگا تحول بزرگی در دنیای بازی‌های ویدیویی و کنسول ایجاد کرده‌است. نخستین کنسول این شرکت Sega SG-1000 می‌باشد.
دفتر اصلی سگا در توکیو، ژاپن واقع شده‌است. نمایندگی اروپایی سگا در منطقهٔ کیس ویک در لندن قرار گرفته‌است. همچنین نمایندگی سگا در قاره ی آمریکای شمالی در شهرستان سان‌فرانسیسکو کالیفرنیا واقع شده‌است.
نخستین بازی‌های محبوب و معروف آن سونیک، شینوبی، شورش در شهر و یاکوزا یاد کرد.و همچنین سگا سازنده فیلم سونیک است، و تاسیسگر آن مارتین بروملی می باشد

## تاریخچه

### خاستگاه شرکت سگا (۱۹۴۰–۱۹۸۲)
شرکت ژاپنی سگا در سال ۱۹۴۰ میلادی با نام استاندارد گیمز (به انگلیسی: Standard Games) شروع بکار کرد و در سال ۱۹۵۲ به نام سرویس گیمز (به انگلیسی: Service Games) تغییر نام داد. نام سگا کنونی نیز برگرفته از دو حرف اول یعنی SE از SErvice و GA از Games است که تا به حال حفظ شده‌است؛ لذا پس از شرکت نینتندو که در سال ۱۸۸۹ میلادی تاسیس شده، قدیمی‌ترین شرکت فعال در زمینه تولید بازی‌های کامپیوتری، شرکت سگا است. البته شرکت نینتندو  در دهه ۵۰ میلادی و پس از جنگ جهانی دوم، شروع به فعالیت در زمینه بازی‌های رایانه‌ای کرده و تا قبل از سال ۱۹۵۶ میلادی در زمینه کارت های بازی (شبیه کارت بازی‌های ماشین، فوتبال که خودمان در ایران مشابه آن را داشتیم) فعالیت می‌کرد. نکته‌ای جالب که قابل ذکر است، شخصیت‌های معروف نینتندو یعنی ماریو، بوزر و دانکی کنگ در ابتدا در همین کارت‌های بازی دیده شدند (همین موضوع یعنی آشنایی مردم ژاپن با شخصیت‌های نینتندو، دلیل محبوبیت ویژه این شرکت و بازی‌های آن در ژاپن است).
سگا توسط سه فرد یعنی مارتی بروملی، Irving Bromberg و James Humpert در هاوایی تأسیس شد و سپس در سال ۱۹۵۱ دفتر شرکت به توکیو منتقل شد. شرکت سگا از ابتدا در شاخه خدمات بازی (Service Games) فعال بود و به همین دلیل نام سگا را برگزید. در سال ۱۹۵۲ میلادی David Rosen که یک تاجر موفق آمریکایی بود، مدیریت سگا را به عهده گرفت و تا سال ۱۹۹۶ در سگا فعالیت گسترده داشت.
تغییر نام سگا خوش‌یمن بود و سگا از دهه ۵۰ تا ۸۰ توانست سود فراوانی به جیب بزند. در همین ایام، یعنی در سال ۱۹۷۳ شرکت سگا نخستین بازی خود یعنی Hockey TV را برای آرکید تولید کرد و توانایی خود را با ساخت بازی‌های دیگر برای Arcade اثبات کرد. در سال ۱۹۸۳ نخستین کنسول خانگی سگا با نام SG-1000 تولید شد و رقابت سگا با شرکت‌های کنسول ساز مانند آتاری و نینتندو آغاز شد. در ایامی که بازی‌های کامپیوتری دچار هرج مرج شده و هر شرکتی اقدام به ساخت کنسول می‌کرد، این وضعیت باعث ضربه سنگینی به سگا شد و سگا تا آستانه ورشکستگی پیش برد؛ لذا در سال ۱۹۸۴ شرکت CSK سهام سگا را خرید و سگا بنام Sega Enterprises Ltd تغییر نام داد.

### ورود به بازار کنسول خانگی (۱۹۸۲–۱۹۸۹)
سگا SG-1000 نخستین تجربه سگا در ساخت کنسول خانگی بعد از دستگاه‌های آرکید بود. گرچه این کنسول نتوانست انتظارات را در رقابت با اتاری۲۶۰۰ برآورده کند اما سگا تا سال ۱۹۸۹ به ساخت بازی برای ان ادامه داد. مشهورترین بازی ان فیلیکی یا همان جوجه و گربه بود.

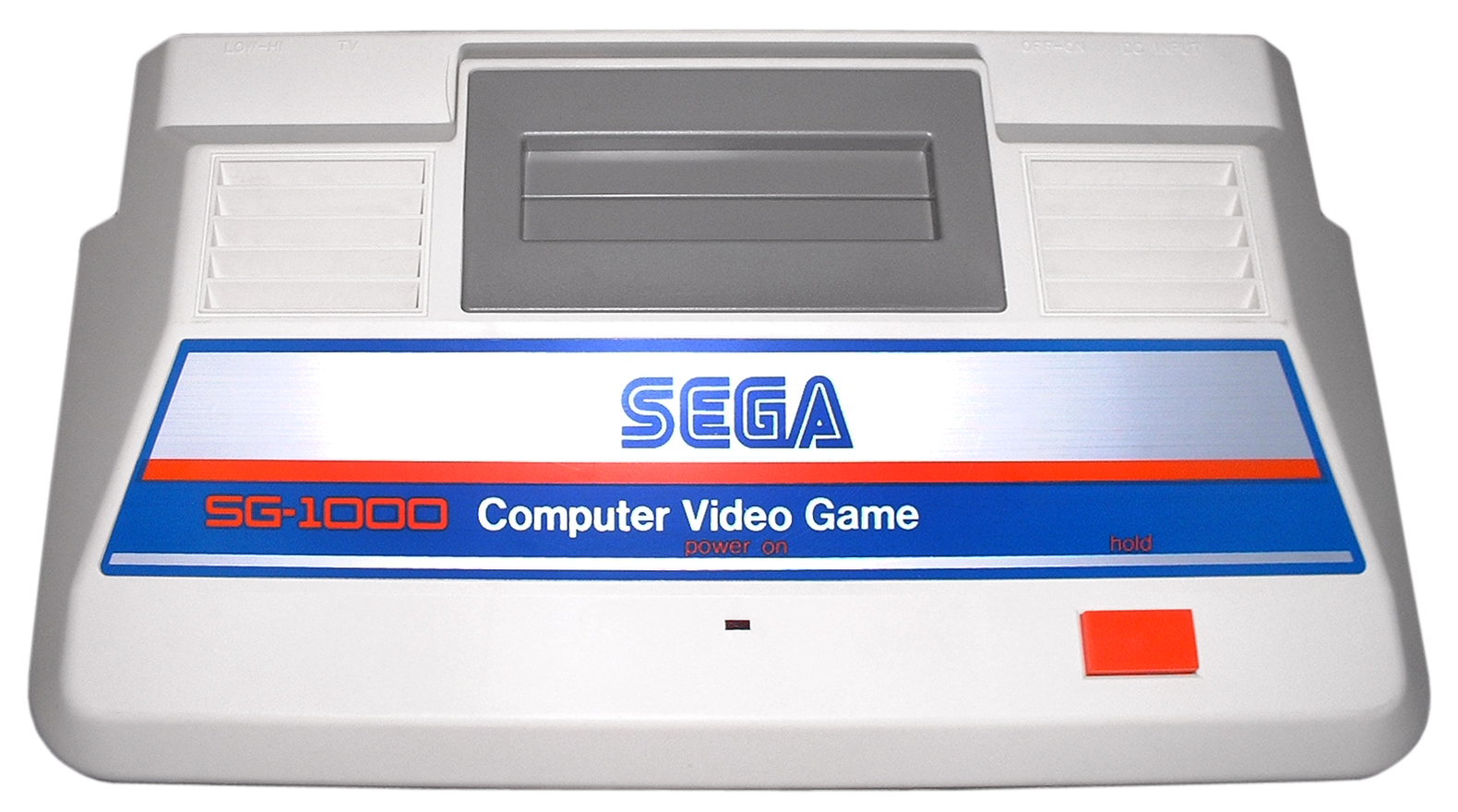
اس‌جی-۱۰۰۰

#### سگا مسترسیستم

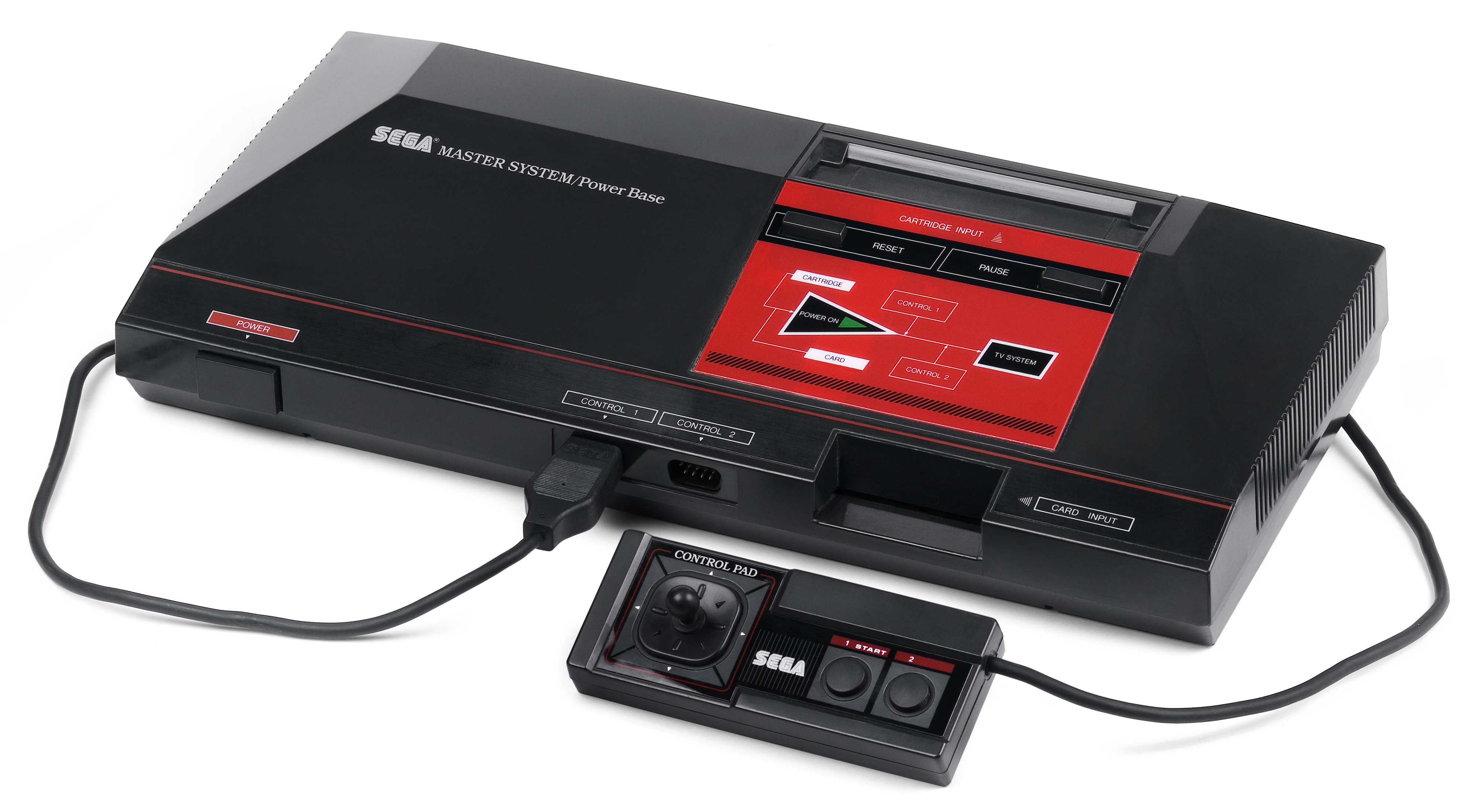
سگا مستر سیستم

سگا مستر سیستم (به انگلیسی: Sega Master System) و (به ژاپنی: マスターシステム Masutā Shisutemu) نام یک کنسول بازی ویدئویی از نسل سوم است که برای نخستین بار توسط شرکت سگا و در ۲۰ اکتبر ۱۹۸۵ در ژاپن منتشر شد.[۳] این کنسول یک سال بعد و در ژوئن ۱۹۸۶ در آمریکای شمالی و یک‌سال پس از آن نیز در سپتامبر ۱۹۸۷ در اروپا نیز عرضه گشت.[۴]
سگا مستر سیستم به عنوان محصولی از شرکت سگا، رقیبی قدرتمند برای کنسول‌های نسل سوم و به‌ویژه کنسول شرکت نینتندو یعنی نینتندو ان‌ای‌اس به‌حساب می‌آمد و حتی از دید فنی، برتر از ان‌ای‌اسی بود که پیش از انتشار آن، منتشر شده بود و فروش قابل توجهی هم داشت.[۵] به هرحال، مستر سیستم با توجه به برتری‌های فنی خود نسبت به ان‌ای‌اس، از این کنسول در بازارهای آمریکای شمالی و ژاپن شکست خورد.[۶]
سگا مستر سیستم در اروپا، اقیانوسیه و برزیل رقابت پایاپایی را با ان‌ای‌اس انجام داد و عرضه کنسول توسط سگا به این مناطق افزایش یافت که این باعث تثبیت جایگاه این کنسول در مناطق بالا به مدت یک دهه گشت.[۷] سگا مستر سیستم به دلیل حمایت گسترده و محبوب شدن در سطح جهانی، به عنوان دومین کنسول عرضه شده شرکت سگا در زمینه فروش بالا بود. این کنسول ۱۳ میلیون واحد در سطح جهانی به فروش رسید که در این زمینه، تنها سگا مگا درایو بود که بیش از این کنسول به فروش رفت.[۸]
وبگاه آی‌جی‌ان نام این کنسول را از میان ۲۵ کنسول مورد اشاره خود در رده بیستم بهترین کنسول‌های بازی در تمام دوران‌ها قرار داد.[۹]

#### سگا مگا درایو/جنسیس

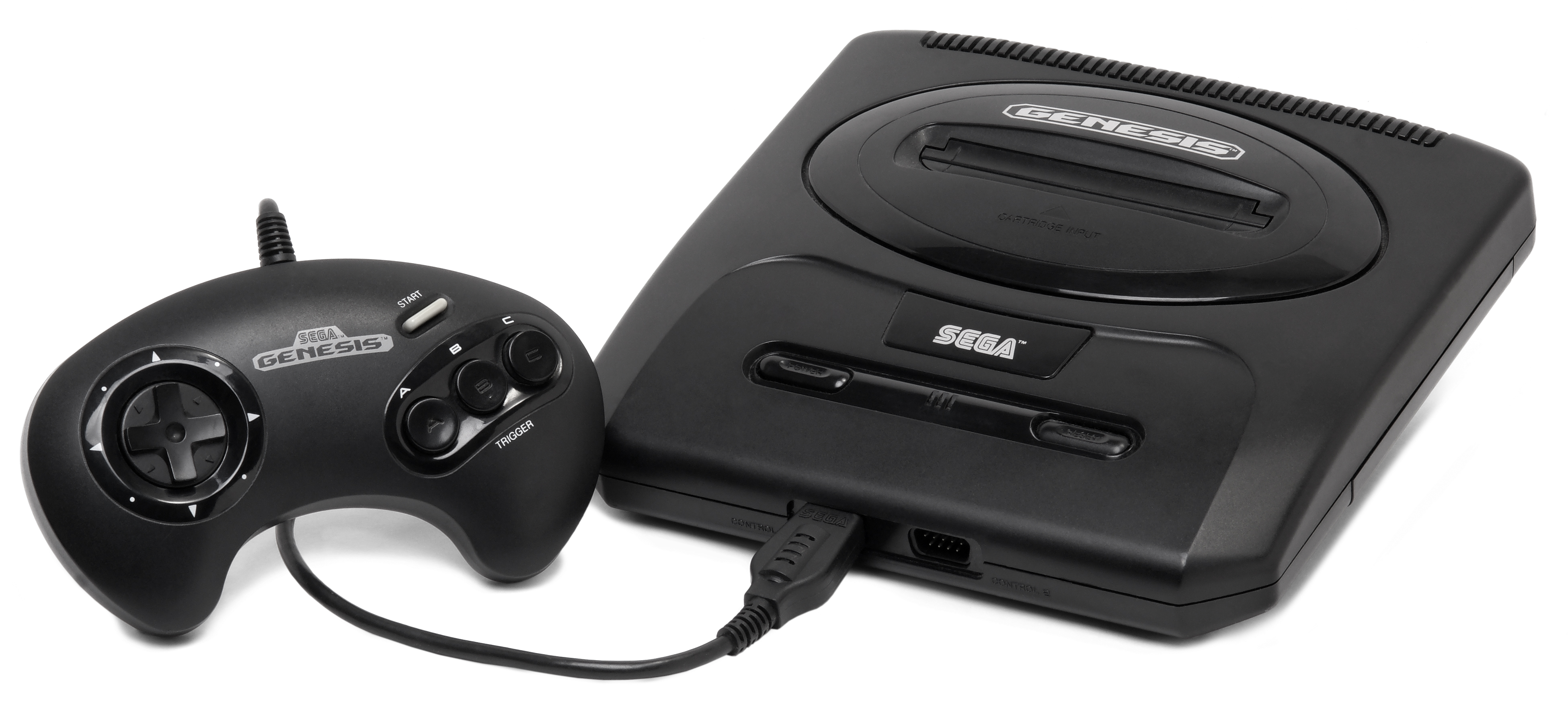
سگا مگا درایو، نسخه آمریکای شمالی.

مگا درایو (Mega Drive) / جنسیس (Genesis)
در سال ۱۹۸۸ دستگاه سگا جنسیس (با نام ژاپنی سگا مگا درایو) تولید شد که موفق‌ترین کنسول سگا تا به حال لقب گرفت. سگا سومین کنسول را زمانی‌که نینتندو با کنسول ۸ بیتی NES بر بازار سلطه داشت، بسیار پرقدرت ارائه کرد. دستگاه سگا جنسیس با قدرت گرافیک ۱۶ بیتی و صدایی استریو، قدرت بلا منازع آن زمان بود تا اینکه نینتندو در رقابت با جنسیس سگا، دستگاه سوپر نینتندو را ارائه کرد. سوپر نینتندو از لحاظ گرافیک، بسیار قویتر از جنسیس بود، اما از لحاظ سرعت پردازش نمی‌توانست با سگا جنسیس برابری کند. این موضوع با توجه به اینکه سوپر نینتندو بعد از سگا جنسیس تولید شده بود، تبدیل به یک ضعف برای نینتندو شد و شعاری ساخته شد بنام اینکه: جنسیس می‌تواند کاری که نینتندو نمی‌تواند را انجام دهد. Genesis does what Nintendon't!
با توجه به همین موضوع، بازی سونیک پس از تحقیقات بسیار و تلاش بی‌وقفه سگا، به‌طوری تولید شد که طرفداران نینتندو فکر آن را هم نمی‌کردند؛ زیرا که سونیک یک بازی سریع بود، و این در صورتی بود که هیچ‌کدام از بازی‌های SNES مخصوصاً قارچ خور یا همان ماریو Mario معروف نمی‌توانست با آن سرعت پردازش و اجرا شوند (البته نینتندو ماریو را بر روی ماشین سوار کرد! تا بتواند در بازی ماریو کرات سرعت پردازش پایین دستگاه خود را مخفی کند).
این دلایل باعث شد تا سونیک و سگا در مدت زمانی، حتی از ماریو و نینتندو معروف تر و محبوب تر شود و سگا بالاترین فروش کنسولی خود را در این زمان تجربه کرد. سگا جنسیس یکی از هوشمندانه‌ترین کنسول‌های تاریخ است، زیرا که قابلیت اتصال به چندین دستگاه را داشت. سگا جنسیس از کنار دستگاه، قابلیت اتصال به مگا سی دی (Mega CD) و از روی سوکت کارتریج (Cartridge) قابلیت اتصال به 32X را داشت. این دو دستگاه که از لحاظ گرافیکی قویتر از جنسیس بودند، توانستند ضعف گرافیکی جنسیس را در مقابل سوپر نینتندو پوشش دهند. سگا مگا سی دی را باید یکی از نخستین دستگاه‌های با درایو CD جهان دانست که تقریباً استقبال خوبی از آن شد. در همین ایام شرکت‌های SNK با کنسول شبیه آرکید خود یعنی نئو جیو (Neo Geo) و شرکت پاناسونیک با دستگاه 3DO وارد بازار و رقابت با سگا و نینتندو شدند که پس از مدتی از گردونه رقابت حذف شدند.
در آن سال‌ها که رقابت کنسول‌های بازی بین سگا و نینتندو محدود بود، دو شرکت تصمیم گرفتند دستگاه بازی همراه بسازند. دستگاه نینتندو دستگاهی بود بنام Game Boy با صفحه نمایش کوچک و سیاه و سفید. اما در عوض سگا با تولید دستگاه بازی همراه گیم گیر Game Gear غوغایی بپا کرد. صفحه نمایش بزرگ و رنگی و گرافیک بالای بازی‌های Game Gear بسیار عالی بود. اما فقط به دلیل سنگینی و قیمت بالای آن از آن استقبال نشد و مردم کنسول دستی نینتندو را با همه ضعف‌های آن پذیرفتند. البته سگا در کنسول‌های دستی، دو دستگاه سگا پیکو (Pico) و سگا نومد (Nomad) را نیز تولید کرد که از آن‌ها کمتر از Game Gear استقبال شد.

#### سگا سترن
سگا ساترن (Sega Saturn)

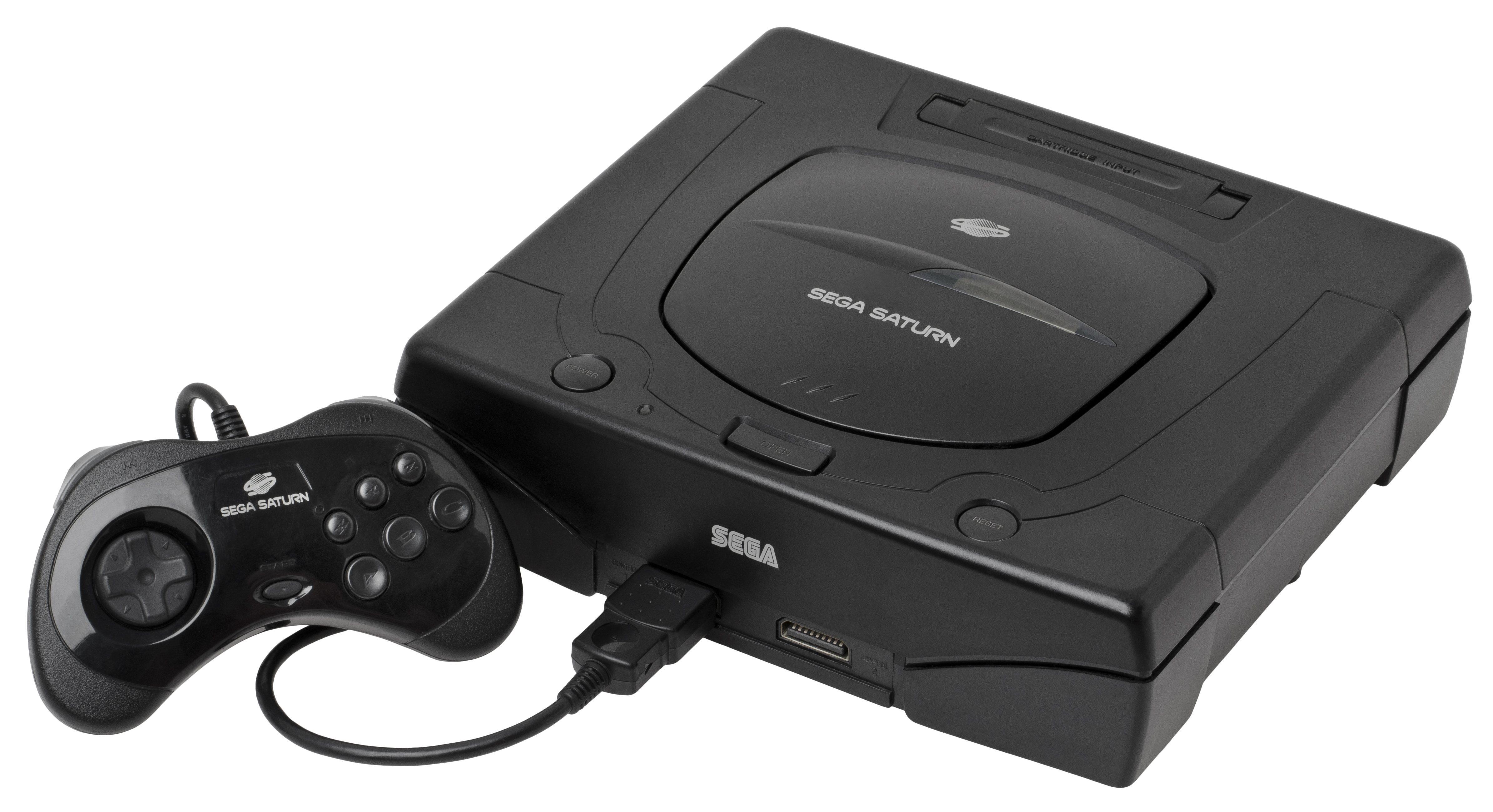
بک "Round Button" سگا سترن

در سال ۱۹۹۵ سگا کنسول سگا ساترن را با درایو دیسک (CD) تولید کرد که قدرتی بسیار بالاتر از Neo Geo و 3DO و Ps1 داشت؛ اما به دلیل سخت بودن برنامه‌نویسی بخاطر سخت‌افزار پیچیده اش و قیمت بالاتر نسبت به پلی استیشن و نینتندو۶۴ همچنین لاین آپ ضعیف بازی‌ها در هنگام عرضه و از همه مهم‌تر عرضه نشدن بازی سونیک تا سال ۱۹۹۷(بخاطر دعوای حقوقی سونیک تیم با سگا تکنیکال انستیتو آمریکا)، تا سال ۱۹۹۸ نتوانست فروش خوبی را تجربه کند و محدود بازی‌هایی مانند Virtua Fighter و Sonic R و Grandiaو Panzer Dragoon توانستند فروش میلیونی را تجربه کنند. این دستگاه با طراحی زیبا و فضایی! خود، قطعاً یکی از زیباترین طراحی را در ساخت کنسولها دارا است. ضمن اینکه نمایه و تم اولیه دستگاه کاملاً با اسم ساترن Saturn (به معنی سیاره زحل) به همراه لگوی خود ساترن بسیار هماهنگ بود.
در این کنسول با اینکه بازی‌های خوبی مانند سری Panzer Dragoon یا سری Shining Force تولید شد، اما اغلب از بازی‌های سبک آرکیدی مانند سگا رالی، House of the Dead, Virtua Cop, Virtua Fighter , Nights Into Dreams به دلیل نبود رقیب قوی در این سبک در کنسول‌های دیگر استقبال شد. لازم است ذکر شود که بازی Nights Into Dreams که توسط سونیک تیم تولید شد، یکی از بهترین بازی‌های ساترن و یکی از با گرافیک‌ترین بازی‌های آن سال در بین تمام کنسول‌ها بود.

#### دریم‌کست
دریم کست (DreamCast)

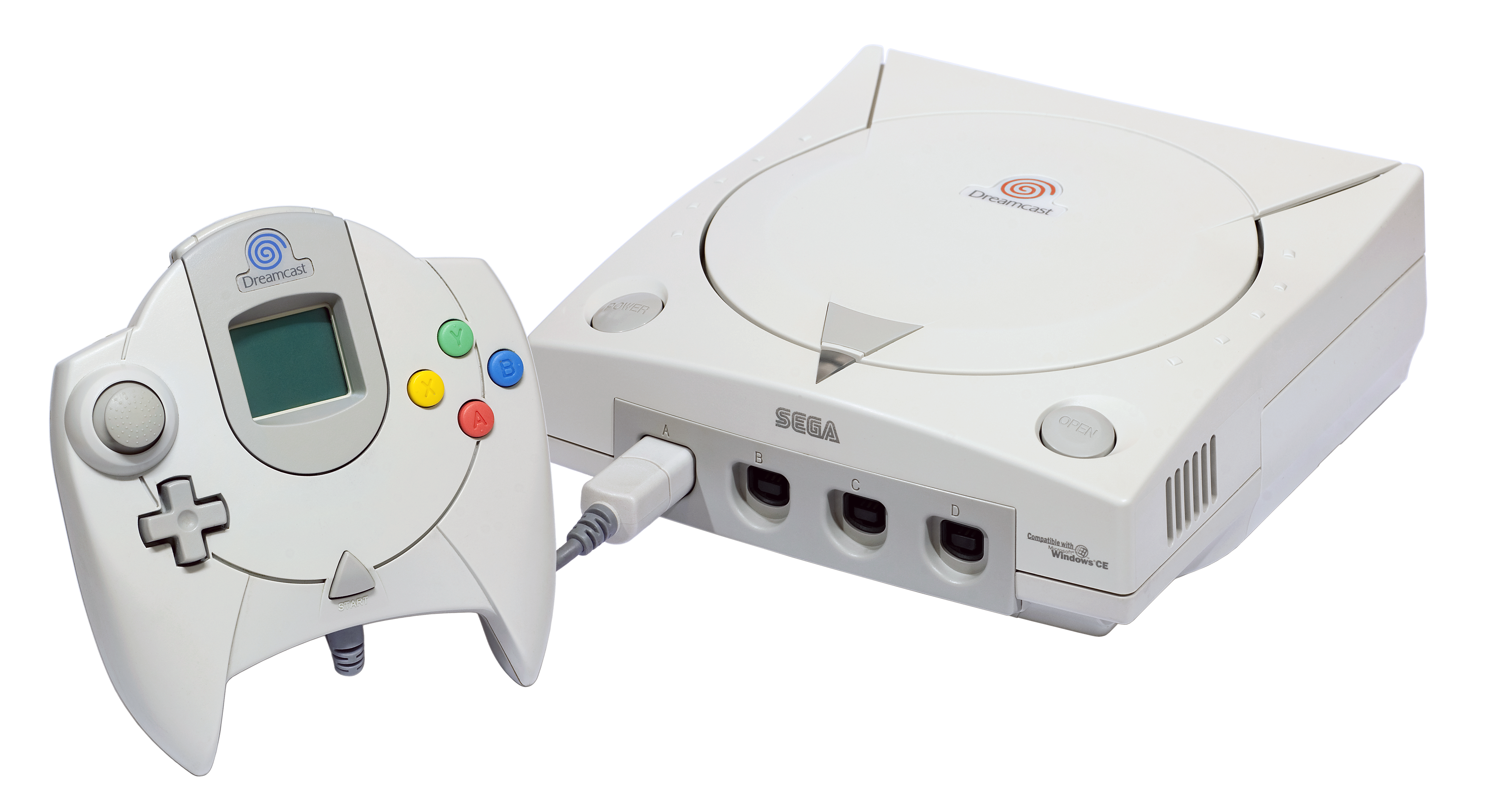
سگا دریم‌کست ژاپنی/آمریکایی و کنترل‌کننده اروپایی با وی‌ام‌یو.

عمر سگا ساترن کوتاه بود و با آمدن کنسول جدید سگا، یعنی دریم کست در سال ۱۹۹۸، شرکت سگ معرفی کنسول جدید خود را ابتدا در ژاپن داشت. این کنسول با گرافیکی بسیار بالاتر از نینتندو ۶۴ و پلی استیشن، طراحی زیبا و جمع و جور خود و امکانات متعدد مانند پشتیبانی از دیسک‌ها GD و اتصال به اینترنت توانست نگاه بسیاری را نمایشگاه E3 بخود جلب کند. کنسول خانگی دریمکست، در تاریخ نهم نوامبر سال ۱۹۹۹ به پخش جهانی رسید و توانست چندین رکورد ثبت کند. پر فروش‌ترین دستگاه در نخستین هفته ارائه به بازار با رقم ۵۰۰ هزار عدد؛ و ثبت ۱ عدد تاریخی. در این روز یعنی ۱۹۹۹٫۹٫۹ که روز ارائه سگا دریم کست بود، ۵ عدد ۹ در تاریخ پشت سر هم قرار می‌گرفتند که اتفاقی خاص و نادر بود (شاید به همین دلیل آرم رؤیا گونه ابتدایی دریمکست هم را بتوان ترکیبی ممتد از چند ۹ انگلیسی دانست).
دریمکست تنها کنسول با پشتیبانی از فرمت دیسک GD بود. این دیسکها که ظرفیت حدوداً ۱٫۵ گیگابایتی داشت، فقط در کنسول DreamCast استفاده شد. در ضمن دریمکست نخستین کنسول با قابلیت بازی آنلاین بود که با اجرای دو بازی Chu Chu Rocket و Phantasy Star Online لذت بازی آنلاین را به خوبی منتقل می‌کرد (دو نسخه بازی Phantasy Star Online نخستین بازی کنسولی در سبک MMORPG بود که بعدها بازی World Of Warcraft در همین سبک بسیار مورد استقبال قرار گرفت).
سگا دریم کست با اینکه بسیار قوی و هوشمندانه طراحی شده بود، اما مانند سگا ساترن نتوانست به موفقیت بالایی دست یابد. بعضی از دلایل شکست دریمکست عبارتند از: ۱- کمبود بازی‌های محبوب و پرطرفدار، ۲- ورود رقیب قوی به نام Play station2 و فوت ناگهانی رئیس با تعصب سگ و فروپاشی نظام مدیریتی شرکت بعد از این حادثه؛ و پشتیبانی نکردن ناشران بزرگ مانند ای‌ای و اسکوائر اینکس از سگا بخاطر قرار دادهایشان با سونی.
دریم کست با داشتن بازی‌های بسیار زیبا و متنوع که عموماً توسط سگا و شرکت‌های زیر مجموعه اش تولید شد، توانست عناوین زیادی را تولید کند. بازی Jet Set Radio با نخستین گرافیک کارتونی cel-shaded که بعدها در بازی‌هایی مانند GTA 3، Viewtiful Joe, Prince of Persia و The Legend of Zelda: The Wind Waker و … ادامه پیدا کرد، یک بازی زیبا بود که در کنسول ایکس باکس ادامه پیدا کرد. بازی‌های نظیر Samba De Amigo, Space Channel 5، Shenmue, Crazy Taxi, Chu Chu Rocket, Skies Of Arcadia, Head Hunter, Virtua Tennis و فوتبال آمریکایی عناوین تازه تولیدی بودند که توانستند جزء بازی‌های خوب سگا نام بگیرند؛ یا بازی NHL 2K1 که بهترین بازی ورزشی تاریخ تا به حال لقب گرفته‌است. البته از بازی‌های سایر شرکت‌ها مانند Soul Calibur از Namco، بازی Resident Evil Code Veronica از Capcom، بازی Rayman و Grandia 2 از Ubisoft هم نیز نباید غافل شد، تا این حد که تا به حال بهترین بازی مبارزه‌ای تاریخ مختص بازی Soul Calibur از شرکت نامکو ویژه کنسول دریم کست است. در سال ۲۰۰۰ سگا از نام Sega Enterprises, Ltd به Sega Corporation تغییر نام داد.
به هر حال در سال ۲۰۰۱ شرکت سگا با ساخت ۲ بازی خداحافظی گونه به نام‌های شنمو ۲ و سونیک ادونچر ۲ با کنسول دریم کست و البته کنسول‌سازی انصراف داد و تولید دریمکست متوقف شد؛ گرچه تا سال ۲۰۰۴ بازی‌های خوبی مانند Puyo Puyo Fever یا Ikaruga برای دریم کست تولید شد.

### تغییر جهت به سمت توسعه‌دهنده نرم‌افزار شخص ثالث (۲۰۰۱–۲۰۰۵)
قبل از توضیح دربارهٔ رخدادهای این بازهٔ زمانی به بررسی عامل اصلی و نهایی سقوط سگا در این دوره می‌پردازم، در سال ۱۹۸۳ مؤسس سگا یعنی دیوید روزان سگا را به هایائو ناکایاما (مالک یک شرکت تولید لیفتراگ) فروخت و ناکایاما همچنان روزان را به سمت رئیس سگا آمریکا منصوب کرد، در سال ۱۹۸۴ شرکت بزرگ it و فناوری اطلاعات ژاپنی به نام csk به ریاست isao okawa سهام سگا را خرید و به علت ریاست خوب ناکایاما و روزان آن‌ها را در سمت خود ابقا کرد، تا سال ۱۹۹۶ که بحران سگا با فروش بد ساترن شروع شد، ابتدا روزان را اخراج کرد، سپس ناکایاما را برکنار و شویچیرو ایراماجیری را جانشین او در ریاست سگا ساخت، ناکایاما همچنان نائب رئیس بود اما در ۱۹۹۸ شرکت را ترک کرد در سال بعد okawa , ایراماجیری را نیز برکنار کرد و خود کنترل کامل سگا را بر عهده گرفت، okawa همیشه از مخالفان ناکایاما در تولید سخت‌افزار بود، پس در سال ۲۰۰۱ تولید دریمکست را متوقف کرد و تصمیم گرفت سگ را به یک ناشر بزرگ و تولیدکننده نرم‌افزار تبدیل کند به همین منظور ۹۰۰ میلیون دلار از سرمایهٔ شخصی اش را به سگا داد تا در بخش software and game سرمایه‌گذاری کند که با توجه به استودیوهای آن زمان سگا و امکاناتشان بی شک تبدیل به قوی‌ترین ناشر می‌شد، اما با مرگ ناگهانی isao okawa مدیر عامل ورییس سابق سگا در سال ۲۰۰۱ شرکت دچار بحران ورکود شد. در واقع okawa می‌خواست قبل از مرگش به علت ضرر دریمکست سگا را به مایکروسافت بفروشد یا فقط در زمینه تولید بازی و نرم‌افزار کارکند (چون سگا در آن زمان مجهزترین و بهترین تیم‌ها و شرکت‌های بازیسازی را در اختیار داشت) که با مرگش منتفی شد. طی ۴سال ضررها شدید شد و سگا مرتب مشغول اخراج کارمندان و تعطیلی استودیوهایش ویا فروش آن‌ها بود، و مرتب اعضا و استودیوهای اصلی خود را از دست می‌داد، یکی از مهم‌ترین استودیوهای فروخته شده توسط سگ 2K گیمز(visual concepts) بود. همچنین ipهای بزرگی مانند تمام عناوینی که در آخرشان پسوند 2k دارند به شرکت take two فروخته شد. همچنین افراد کلیدی سگا در بازیسازی در این سال‌ها از شرکت جدا شدند و تنها توشیهیرو ناگوشی خالق سری یاکوزا در مجموعه باقی ماند. افراد جدا شده یا به شرکت‌های دیگری پیوستند یا استودیوهای مستقل خود را تأسیس کردند. در بازه ۲۰۰۱ تا ۲۰۰۴ چهار نفر مدیر عامل سگا شدند، که برای یک شرکت بی‌سابقه بود (یعنی هر سال یک نفر مدیر عامل می‌شد)
سگا پس از توقف ساخت کنسول خانگی، به ساخت دستگاه‌های آرکید ادامه داد و پس از دریمکست، دستگاه‌های NAOMI و Chihiro را ساخت که اغلب بازی‌هایی که در کنسول‌ها قابل اجرا بود، برای این دستگاه‌های آرکیدی مخصوصاً نائومی ۱و ۲ نیز پورت می‌شد. در سال ۲۰۰۲ سگا با همکاری نینتندو و نامکو، یک دستگاه آرکید بنام Triforce تولید کرد که برگرفته از نام آن یعنی ۳ قدرت بازی سازی یعنی Sag, Nintendo و Namco بود که در زمان خود یکی از دستگاه‌ها قدرتمند آرکید بود.

### وضعیت جاری (۲۰۰۵-اکنون)

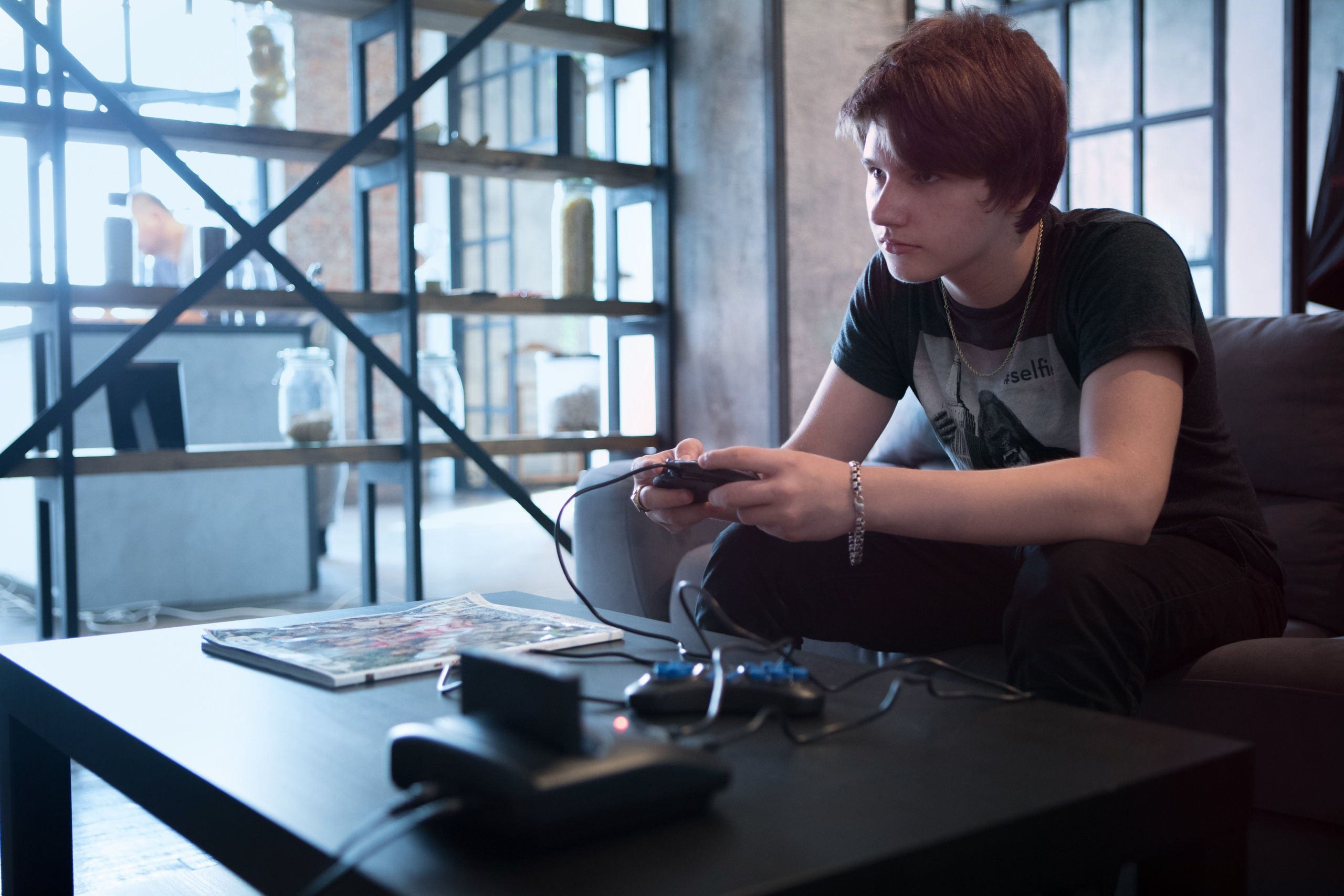
یک سگا گیمر در دسامبر ۲۰۲۰‏

در سال ۲۰۰۵ هاجیمه ساتومی رئیس شرکت سامی (تولیدکننده وسایل قمار ژاپنی و شهر بازی). سگا را از شرکت csk خرید. با ترکیب سگا وسامی شرکت تابعهٔ سگاسامی هولدینگز به وجود آمد. در نخستین اقدام برای جبران ضرر؛ هاجیمه ساتومی شرکت مستقل کریتیواسمبلی را خرید. سپس در سال‌های بعد با خرید دیگر استودیوهای مطرح مانند relic entertainment، آمپلیتود، دمورگ و Atlus، شرکت را تقویت کرد البته در سال ۲۰۰۸ استودیوی ریسینگ سگا به کدمسترز فروخته شد. همچنین استودیوی موفق Saga AM3 با گروه AM1 ادغام شد و به فعالیت در حوزهٔ آرکید تغییر کاربری پیدا کرد. در سال ۲۰۱۰ سگا از نام Saga Corporation به Saga Games co. ,Ltd تغییر نام داد در سال ۲۰۱۲ سگا به‌طور رسمی اعلام کرد که از ساخت ipهای بزرگ دست کشیده‌است و بیشتر به ipهای سبک استراتژیک و بازی‌های موبایل و سونیک و سری یاکوزا می‌پردازد.
در بازه زمانی ۲۰۱۲ تا ۲۰۱۶ سگا به علت سازماندهی مجدد قدرت گرفت و با ساخت عناوین عالی زمینه‌ساز تغییرات مجدد در حوزهٔ فعالیتش شد، بنابراین اعلام شد که تا سال ۲۰۲۰ باید ipهای جدید تولید شود و درآمد بیشتر افزایش یابد، همچنین دفتر مرکزی ژاپن به یک برج بزرگ تا ۲۰۱۸ تبدیل خواهد شد. در سال ۲۰۱۷ ریاست سگا به هاروکی ساتومی پسر هاجیمه ساتومی رسید و او نسبت به پدرش توجه عمده و بیشتری به تولید بازی‌های رایانه‌ای و نرم‌افزار کرد. همچنین سگا با همکاری سونی پیکچرز قصد وارد شدن به حوزهٔ سینمایی را داراست و پروژه سونیک خارپشته در ۲۰۱۸ اکران خواهد شد، همچنین پروژه‌های لایو اکشن سینمایی و سریالی سونیک، شینوبی، یاکوزا، شورش درشهر، تاکسی دیوانه، خانهٔ مرگ در دست ساخت می‌باشد.

## استودیوهای نرم‌افزاری
| Sega | Sega |
| Japan Production and Engineering Department 1965-1984 | Japan Production and Engineering Department 1965-1984                                                                                        |
| Japan R&D; 1984-1990 | Japan R&D; 1984-1990 |
| --- | --- |
| Team Shinobi, Sega AM2 | |
| Japan, 1990 - 1999 | |
| Amusement Machine R&D | Consumer R&D |
| Sega AM1 \| Sega AM2\| Sega AM3 \| Sega AM4 \| Sega AM5 \|Sega AM6 \| Sega AM11 formed in 1995 \|AM Annex/AM12formed in 1998 | Sega CS1 (Team Andromeda \| Team Aquila \| Team Ara) \|Sega CS2 \| Sega CS3(Sonic Team) \| Sega CS4 \| PC Software R&D \| Digital Media Unit |
| Japan; 1999-2004 | |
| R&D1 (WOW Entertainment/Sega WOW) \| R&D2 (Sega AM2) \| R&D3 (Hitmaker) \| R&D4 (Amusement Vision) \| R&D5 (Sega Rosso) \| R&D6 (Smilebit) \| R&D7 (Overworks) \| R&D8 (Sonic Team) \| R&D9 (United Game Artists) \| Sega Digital Media (Wave Master) \| Sega Mechatronics \| Sega Mirai R&D \| Digital Rex | |
| Japan, 2004 - 2008 | |
| Amusement Machine R&D | Consumer R&D |
| Sega AM1 \| Sega AM2\| Sega AM3 \| Sega AM Product \| Sega AM Plus \| Family Entertainment R&D | Sega GE1 (Sonic Team) \| Sega GE2 \| Sega GE3 \|Sega NE \| Sports Design R&D \| Mobile R&D                                                   |
| Japan, 2008 - current | |
| Amusement Machine R&D | Consumer R&D |
| Sega AM1 \| Sega AM2\| Sega AM Product \| Mobile R&D formed 2010 (Sega Networks) \| N. Pro. R&D formed 2013 | Sega CS1 (Ryu ga Gotoku Studio) \| Sega CS2 (Sonic Team) \| Sega CS3 (Online R&D formed 2010) \| Mobile R&D (Sega Networks)                  |
| North America | |
| Three Rings Design \| Relic Entertainment \|Demiurge Studios Defunct: Gremlin Industries/Sega Electronics \| Sega Technical Institute \| Sega Midwest Studio \| Sega Interactive\| SegaSoft \| Sonic Team USA/Sega Studios USA                                                                              | |
| Europe | |
| The Creative Assembly \| Sports Interactive \|Hardlight \| Amplitude Studios Defunct: No Cliché \| Sega Racing Studio | |
| Asia | |
| Sega Studios China formed 2002 | |